# Landersheim

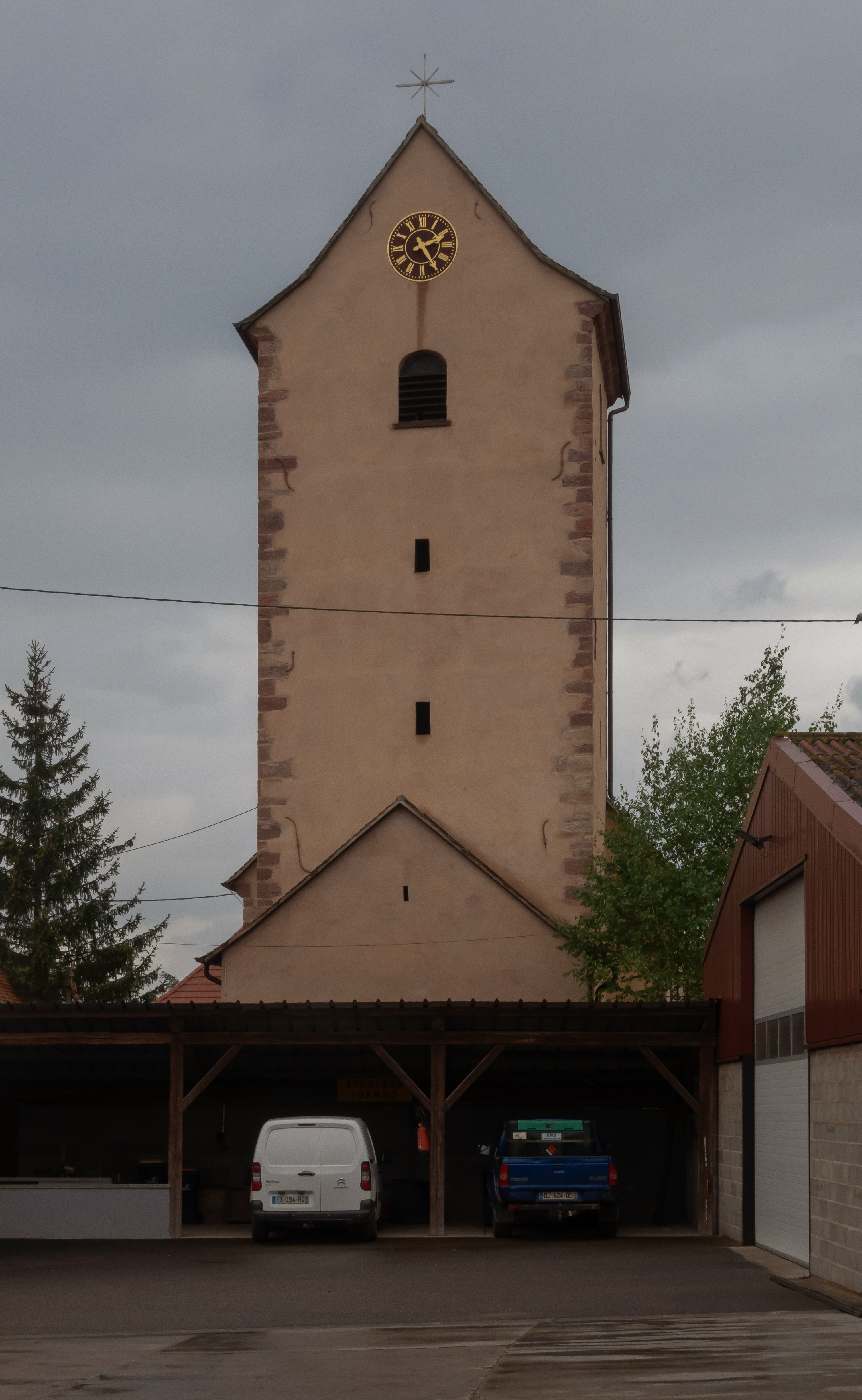
Kirche: l’église Saint-Cyriaque

Landersheim ist eine französische Gemeinde mit 190 Einwohnern (Stand 1. Januar 2021) im Département Bas-Rhin in der Region Grand Est (bis 2015 Elsass).

## Geographie
Landersheim liegt elf Kilometer südöstlich von Saverne.

## Geschichte
Die mittelalterliche Geschichte ist bisher kaum erforscht. In der Datenbank "Regnum Francorum online" finden wir nur ein schriftliches Zeugnis aus dem Mittelalter: Um 900 war der Ort im Besitz des Klosters Maursmünster (Quelle: "Charta bonorum Mauri Monasterii = Marmoutier o.Nr.). Im 16. Jahrhundert war Landersheim Lehen der Familie von Mittelhausen. Felix von Mittelhausen führte um 1575 den Protestantismus in Landersheim ein. Der letzte Nachkomme derer von Mittelhausen starb 1634. Von 1871 bis 1918 und von 1940 bis 1945 gehörte Landersheim zum Deutschen Reich.

### Bevölkerungsentwicklung
| Jahr      | 1962 | 1968 | 1975 | 1982 | 1990 | 1999 | 2007 | 2012 | 2014 |
| Einwohner | 107  | 112  | 104  | 111  | 151  | 131  | 187  | 199  | 202  |

Am meisten Einwohner hatte die Gemeinde 1821 (235), danach sank die Einwohnerzahl. 1954 und 1975 hatte die Gemeinde am wenigsten Einwohner (104). Nach 1975 wuchs die Ortschaft.

## Sehenswürdigkeiten
Die Kirche Saint-Cyriaque wurde 1454 zum ersten Mal urkundlich erwähnt, damals war sie jedoch Ulrich von Augsburg geweiht. 1804 wurde Sankt Cyriakus der neue Patron der Kirche. Das heutige Kirchenschiff wurde 1756 neu erbaut. Der Chor trägt das Datum 1768. Eine Sakristei wurde 1828 hinzugefügt.
Ein runder öffentlicher Waschplatz (Lavoir), der 1821 zum ersten Mal erwähnt wurde, aber eventuell aus der zweiten Hälfte des 18. Jahrhunderts stammt, wird von einer Quelle gespeist. Sein Durchmesser beträgt etwa fünf Meter.
Die Wassermühle von Landersheim trägt das Datum 1808. Wohnhaus und Stallung wurden in dieser Epoche erbaut, die eigentliche Mühle stammt jedoch aus dem 12. Jahrhundert. Sie wird durch einen Bach namens Rohrbach angetrieben.

## Wirtschaft
Wichtige Erwerbszweige der Landersheimois sind Ackerbau, die Zucht von Hausrindern und Hausschweinen und Weinbau. Außerdem gibt es vor Ort ein Produktionsstandort des Sportartikelherstellers Adidas mit rund 400 Arbeitsplätzen.

## Persönlichkeiten
- Dionysius Will (* 1867 in Landersheim; † 1912 in Hœnheim), römisch-katholischer Geistlicher und Mitglied des Deutschen Reichstags